# Johanstorps glasbruk
Johanstorps glasbruk var ett glasbruk som var beläget i Johanstorp vid sjön Möckelns norra ände i Uppvidinge kommun i Småland.
I Johanstorp har funnits glasbruk i två omgångar. Det första glasbruket på området uppfördes i slutet av 1850-talet. Det lades ned 1888 och flyttades till Målerås. Tillverkningen återupptogs 1897 med en ny hytta, strax sydost om den föregående. Vid glasbruken tillverkades bland annat buteljer, fönsterglas och grönt glas. Båda hyttorna har varit placerade invid strandkanten till sjön Möckeln. Som mest arbetade cirka 50 personer i glasbruket i början av 1900-talet. Ett sliperi byggdes vid vattendraget några hundra meter väster om glasbruksområdet. Glasbruksverksamheten lades ned 1910 medan sliperiet fortsatte sin verksamhet till 1933.
Lämningarna är klassificerade som fornlämningar.

## Fotnoter
1. ↑  Lenhovda kyrkoarkiv, Husförhörslängd 1856-1862 s 278